# Dżibuti na Letnich Igrzyskach Olimpijskich 2012
Dżibuti na Letnich Igrzyskach Olimpijskich 2012, które odbyły się w Londynie, reprezentowało 6 zawodników.
Był to siódmy start reprezentacji Dżibuti na letnich igrzyskach olimpijskich. 

## Reprezentanci

### Judo
| Zawodnik     | Konkurencja | 1/16             | 1/8                            | Ćwierćfinały     | Półfinały        | Repesaż 1        | Repesaż 2        | Finał            | Finał   |
| Zawodnik     | Konkurencja | Przeciwnik Wynik | Przeciwnik Wynik               | Przeciwnik Wynik | Przeciwnik Wynik | Przeciwnik Wynik | Przeciwnik Wynik | Przeciwnik Wynik | Pozycja |
| ------------ | ----------- | ---------------- | ------------------------------ | ---------------- | ---------------- | ---------------- | ---------------- | ---------------- | ------- |
| Sally Raguib | -57 kg      | BYE              | Corina Caprioriu P 0000 - 0100 | NQ               | NQ               | NQ               | NQ               | NQ               | NQ      |

### Lekkoatletyka
Mężczyźni
| Konkurencja | Zawodnik       | Runda 1  | Runda 1 | Runda 2  | Runda 2 | Półfinał | Półfinał | Finał    | Finał   |
| Konkurencja | Zawodnik       | Rezultat | Pozycja | Rezultat | Pozycja | Rezultat | Pozycja  | Rezultat | Pozycja |
| ----------- | -------------- | -------- | ------- | -------- | ------- | -------- | -------- | -------- | ------- |
| Mumin Gala  | Bieg na 5000 m | 13:21.21 | 10.     | —        | —       | —        | —        | 13:50.26 | 13.     |

Kobiety
| Konkurencja | Zawodnik      | Runda 1  | Runda 1 | Runda 2  | Runda 2 | Półfinał | Półfinał | Finał    | Finał   |
| Konkurencja | Zawodnik      | Rezultat | Pozycja | Rezultat | Pozycja | Rezultat | Pozycja  | Rezultat | Pozycja |
| ----------- | ------------- | -------- | ------- | -------- | ------- | -------- | -------- | -------- | ------- |
| Zourah Ali  | Bieg na 400 m | 1:05.37  | 44.     | —        | —       | NQ       | NQ       | NQ       | NQ      |

### Pływanie
Mężczyźni
| Zawodniczka       | Konkurencja       | Eliminacje | Eliminacje | Półfinał | Półfinał | Finał | Finał   |
| Zawodniczka       | Konkurencja       | Czas       | Miejsce    | Czas     | Miejsce  | Czas  | Miejsce |
| ----------------- | ----------------- | ---------- | ---------- | -------- | -------- | ----- | ------- |
| Abdourahman Osman | 50 m st. dowolnym | 27.25      | 49.        | NQ       | NQ       | NQ    | NQ      |

### Tenis stołowy
Kobiety
| Zawodnik     | Konkurencja | Eliminacje       | Runda 1          | Runda 2          | Runda 3          | Runda 4          | Ćwierćfinały     | Półfinały        | Finał            | Finał   |
| Zawodnik     | Konkurencja | Przeciwnik Wynik | Przeciwnik Wynik | Przeciwnik Wynik | Przeciwnik Wynik | Przeciwnik Wynik | Przeciwnik Wynik | Przeciwnik Wynik | Przeciwnik Wynik | Pozycja |
| ------------ | ----------- | ---------------- | ---------------- | ---------------- | ---------------- | ---------------- | ---------------- | ---------------- | ---------------- | ------- |
| Yasmin Farah | singel      | Kumahara P 0-4   | NQ               | NQ               | NQ               | NQ               | NQ               | NQ               | NQ               | NQ      |